# Московская философско-математическая школа
Московская философско-математическая школа (МФМШ) — философское направление, возникшее в 1870-е годы на базе Московского Математического Общества и преподавателей Императорского Московского университета.
Наиболее яркий представитель этой школы — профессор Николай Васильевич Бугаев. Сам термин «Московская философско-математическая школа» Бугаевым (умершим в 1903 году) и его предшественниками не употреблялся, а появился позже, в работах последователей Бугаева.

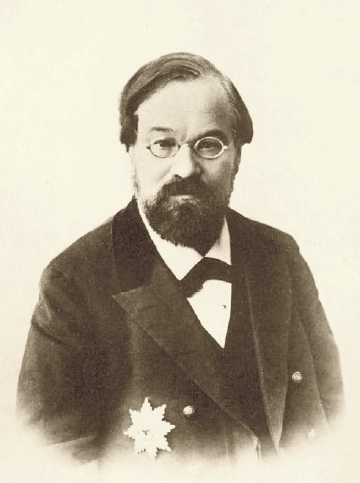
Николай Васильевич Бугаев

Многие философские работы представителей школы были опубликованы в печатном органе Московского Математического Общества — журнале «Математический сборник».

## Основные идеи МФМШ
Идеи Московской философско-математической школы были направлены на разрешение классических социологических антагонизмов «индивид — общество» и «свобода — необходимость» с помощью иных оснований, нежели в позитивистской и материалистической социологии, а именно с помощью аритмологии (теории прерывистых функций и множеств) и теории вероятностей, а также особой персоналистической социальной антропологии, в которой человек рассматривался (по Бугаеву) как живая духовная единица, «самостоятельный и самодеятельный индивидуум».
В марте 1904 года на заседании Московского математического общества, посвящённом памяти Николая Васильевича Бугаева, президент Общества Павел Алексеевич Некрасов в своей речи сказал: «Кто мы, какое положение занимали и занимаем мы в мире, в каком контакте находимся мы с окружающею средою, какими физическими и духовными функциями, средствами и методами можем мы располагать для наших задач, целей и дел в будущем, — эти вопросы требуют для своего решения прежде всего точных азбучных принципов, обоснованию которых многие из основателей Московского Математического Общества … посвятили труд целой своей жизни. Этим принципам, представляющим собою азбуку мудрецов, они дали глубокое, мудрое, благочестивое, покорное делу Творца, научное, практическое и философское разъяснение».
Философские работы Бугаева и других учёных, близких к Московскому Математическому Обществу, вызвали широкий общественный резонанс, при этом оценки этих работ были полярны. Вместе с тем, тезисный характер большинства этих сочинений, сложность научного языка, отсутствие развёрнутой аргументации, а также радикальные взгляды ряда учеников Бугаева, особенно Павла Алексеевича Некрасова, привели к тому, что российское гуманитарное сообщество не слишком высоко оценило научную значимость этих работ, в результате в курсах истории философии в России до конца XX века они почти не упоминались и не анализировались.

## Н. В. Бугаев
Наиболее яркий представитель МФМШ — профессор физико-математического факультета Московского университета Николай Васильевич Бугаев (1837—1903).
На заседании Московского Математического Общества в марте 1904 года, посвящённом памяти Бугаева, профессор философии Л. М. Лопатин в своей речи говорил, что Николай Бугаев «по внутреннему складу своего ума, по заветным стремлениям своего духа… был столько же философ, как и математик». В центре философского мировоззрения Бугаева лежит (по Лопатину) творчески переработанное понятие немецкого математика и философа Готфрида Лейбница (1646—1716) — монада. Согласно Лейбницу, мир состоит из монад — психически деятельных субстанций, находящихся между собой в отношении предустановленной гармонии. Бугаев под монадой понимает «самостоятельный и самодеятельный индивидуум… живой элемент…» — живой, поскольку обладает психическим содержанием, суть которого — бытие монады для себя самой. Монада для Бугаева — тот единичный элемент, который является базовым для изучения, поскольку монада есть «целое, неделимое, единое, неизменное и себе равное начало при всех возможных отношениях к другим монадам и к себе самой», то есть «то, что в целом ряде изменений остаётся неизменным». Бугаев в своих работах исследует свойства монад, предлагает некоторые методики анализа монад, указывает на некоторые законы, свойственные монадам.

## Коллеги, последователи и ученики Бугаева

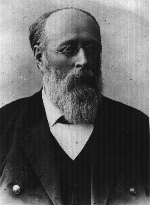
Василий Яковлевич Цингер

### В. Я. Цингер
Предшественником Бугаева был Василий Яковлевич Цингер (1836—1907) — доктор чистой математики (а также почётный доктор ботаники), профессор, коллега Бугаева по физико-математическому факультету Московского университета, один из основателей Московского математического общества (1864), позже его президент (1886—1891). Цингер — автор нескольких публичных речей научно-философского содержания, о которых в Энциклопедическом словаре Брокгауза и Ефрона сказано, что они «равно замечательны глубиною научных основоположений, строго логическим построением доводов и искренностью исповедания убеждений автора».
В своей работе «Недоразумения во взглядах на основания геометрии» Цингер разбирает взгляды различных учёных на основания геометрии и высказывает мнение, что достоверность, определённость и точность этих оснований не могут быть показаны, если основываться на эмпиризме, то есть признавать чувственный опыт единственным источником знаний. Эмпиризм, по мнению Цингера, может скорее разрушить эти основании, поскольку они имеют характер идеальный, априорный, независимый от опыта, представляя собой в определённом смысле неотъемлемые качества человеческой способности созерцания.

Опытные данные сами по себе, вследствие неизбежного недостатка точности, настолько податливы, что всегда могут быть приноровлены и к неевклидовой и ко всякой другой геометрии, а из этого ещё с большей ясностью обнаруживается, что достоверность аксиом не может ни подтверждаться, ни опровергаться посредством опытной проверки.— Цингер В. Я. Недоразумения во взглядах на основания геометрии

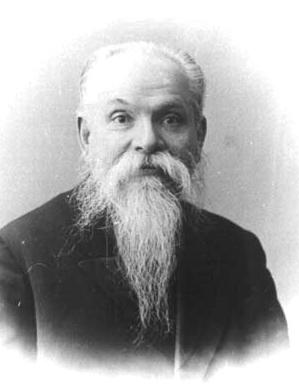
Павел Алексеевич Некрасов

### П. А. Некрасов
Одним из наиболее ярких последователей Бугаева можно назвать Павла Алексеевича Некрасова (1853—1924) — математика, специалиста в области теории вероятностей, профессора, ректора Московского университета (1893—1897). В 1903 году, после кончины Бугаева, Некрасов сменил его на посту президента Московского математического общества.
Одно из центральных мест в его философских работах занимает проблема философского осмысления теории вероятностей. Идеей Некрасова стало построение модели человеческого общества, в которой сохраняется социальная антропология, допускающая творческую свободу воли, в то же время исследование математических закономерностей в массовых независимых случайных явлениях такого общества исследуется с применением теории вероятностей.
Ещё одной его идеей, позднее развитой другими философами, было указание, с одной стороны, на важность математики в любых исследованиях («никакая закономерность не может быть определена без математического элемента»), но, одновременно, на недопустимость абсолютизации её роли математики. «Отводя важную роль математике, не следует, однако, умалять значение слова как средства выражать идеи и понятия, и опыта как средства ощущать, открывать и проверять связь вещей… — писал он в своей работе „Московская философско-математическая школа и её основатели“. — Чистое математическое познание нужно причислить к … весьма ценным, но односторонним простым элементам познания, требующим синтеза с прочими внутренними и внешними элементами познания».
В своей статье «Философия и логика науки о массовых проявлениях человеческой деятельности» Некрасов писал о необходимости существования такой системы социальных мер и учреждений, которая бы создавала «массовый положительно организованный антроподинамический поток жизнедеятельности» как «опору Суверенной Власти», при этом во главе этой системы, по его мысли, должны стоять «Государство, Церковь и Академия».

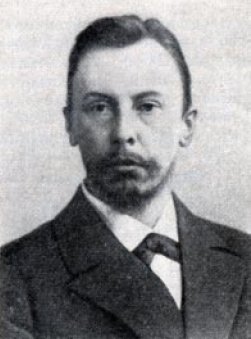
Леонид Кузьмич Лахтин

### Л. К. Лахтин
Леонид Кузьмич Лахтин (1853—1927), верный помощник Бугаева, был талантливым математиком, профессором Дерптского (Юрьевского), а затем Московского университета, ректором Московского университета (1904—1905).

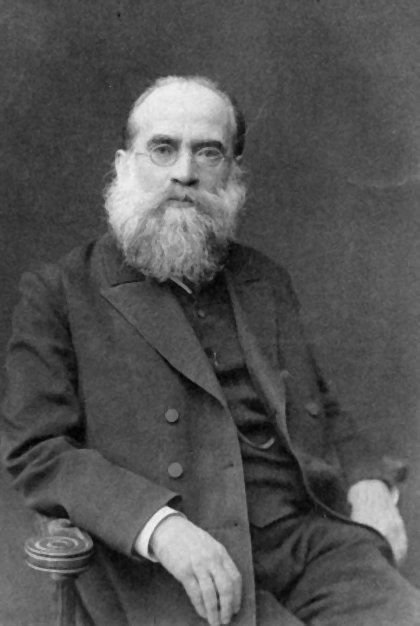
Лев Михайлович Лопатин

### Л. М. Лопатин
Лев Михайлович Лопатин (1855—1920) — один из немногих нематематиков, чья деятельность как философа тесно связана с философскими работами Бугаева и его коллег-математиков. Лопатин был профессором философии Московского университета, председателем Московского психологического общества.
В основе философских построений Лопатина лежала социальная антропология, центральными же его идеями были творческая сила духа и возможность «нравственного перелома» (нравственного творчества). «Нравственные действия должны иметь мировое значение, простирающееся на всю вселенную», — писал он. Лопатин перенял некоторые идеи Бугаева — в то же время и самого Бугаева можно считать в определённом смысле последователем Лопатина.

### В. Г. Алексеев
Ещё одним ярким последователем Бугаева был Виссарион Григорьевич Алексеев (1866—1944) — математик, профессор Дерптского (Юрьевского) университета. В своих работах Алекссев указывал на стадии развития понятия об аритмологических закономерностях в естественных и социальных науках.
Алексеев писал, что универсальность, необходимость, неизбежность свойственны для аналитических (непрерывных) закономерностей, для аритмологических же закономерностей характерны индивидуальность и свобода: «В аритмологии имеются особые функции, обратные прерывным или функции произвольных величин. Каждому значению независимого переменного такой функции соответствует бесчисленное множество значений самой функции…»

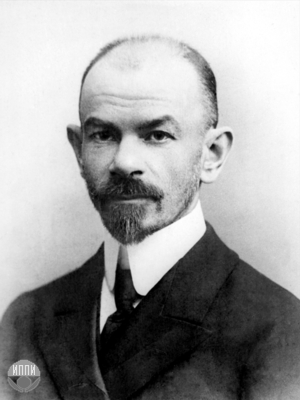
Дмитрий Фёдорович Егоров

### Д. Ф. Егоров
В 1920-е годы лидером московских математиков был Дмитрий Фёдорович Егоров (1869—1931), ученик В. Я. Цингера и Н. В. Бугаева, — директор Научно-исследовательского института математики и механики Московского университета, президент Московского математического общества (с 1923 года), член-корреспондент Российской академии наук (с 1924 года), почётный член Академии Наук СССР (с 1929 года).
Егоров, по отзывам знавших его людей, был человеком «поразительных душевных качеств и глубочайшей порядочности». Известно, что он был глубоко религиозен и отрицательно относился как к марксистской идеологии, так и к советской власти. В 1930 году он был арестован по делу об истинно-православной церкви, сослан в Казань и там в 1931 году скончался.

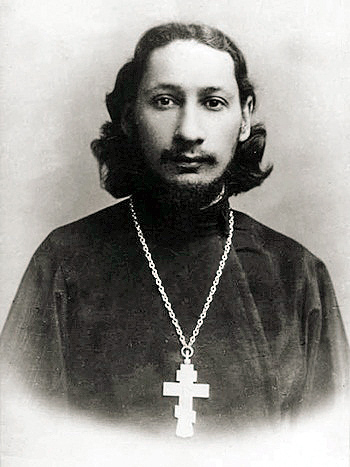
Павел Александрович Флоренский

### П. А. Флоренский
Иногда к участникам Московской философско-математической школы относят и Павла Флоренского (1882—1937). Флоренский был знаком с трудами Николая Васильевича Бугаева, дружил с писателем Андреем Белым — сыном Н. В. Бугаева.
Получив математическое образование в Московском университете, он поступил в Московскую духовную академию, в 1908 году, после её окончания, остался в ней преподавателем философских дисциплин; в 1911 году принял священство.
В своем труде 1922 года «Мнимости в геометрии» (написанном большей частью в 1902 году) Флоренский даёт философско-геометрическое толкование математических мнимых величин.
В 1928 году Флоренский был сослан, в 1933 году арестован и осуждён на 10 лет, в 1937 году расстрелян.

## МФМШ после 1917 года
При советской власти эта философская школа в связи с так называемым «Делом Промпартии» (1930) и разгромом научной статистики (первая «волна» — после демографической катастрофы, вызванной голодом 1932—1933 годов, вторая «волна» — после «неправильной» переписи 1937 года) была объявлена реакционной. Вот что, к примеру, было написано в выпущенной в 1931 году брошюре «На борьбу за диалектическую математику»: «Эта школа Цингера, Бугаева, Некрасова поставила математику на службу реакционнейшего „научно-философского миросозерцания“, а именно: анализ с его непрерывными функциями как средство борьбы против революционных теорий; аритмологию, утверждающую торжество индивидуальности и кабалистики; теорию вероятностей как теорию беспричинных явлений и особенностей; а всё в целом в блестящем соответствии с принципами черносотенной философии Лопатина — православием, самодержавием и народностью». В опубликованной в 1938 году статье «Советская математика за 20 лет» говорилось об «отрицательном значении для развития науки реакционных философских и политических тенденций в московской математике (Бугаев, П. Некрасов и др.)». В последующие годы об идеях Московской философско-математической школы в советской литературе практически не упоминалось.
Характерно, что в Энциклопедическом словаре Брокгауза и Ефрона имеются обширные статьи о В. Я. Цингере и П. А. Некрасове, в то время как в Большой советской энциклопедии статей о них нет вовсе.
В конце XX века к идеям школы Н. В. Бугаева снова стал проявляться существенный интерес; связано это в том числе и с тем, что многие идеи этой школы, как теперь становится понятно, получили дальнейшее развитие, а представители этой школы были одними из родоначальников системного подхода в естественных науках.

## Философские работы представителей МФМШ
Ниже приведён список некоторых философских работ авторов, которых можно отнести к представителям Московской философско-математической школы:
- Алексеев В. Г. О совпадении методов формальной химии и символической теории инвариантов. — СПБ. 1901.
- Алексеев В. Г. Математика как основание критики научно-философского мировоззрения: По исследованиям Г. Тейхмюллера, Ал. Ф. Эттингена, Н. В. Бугаева и П. А. Некрасова в связи с исследованиями автора по формальной химии. — Юрьев, 1903.
- Алексеев В. Г. Н. В. Бугаев и проблема идеализма Московской математической школы. — Юрьев, 1905.
- Алексеев С. А. А. А. Козлов. — М., 1912.
- Бугаев Н. В. Математика как орудие научное и педагогическое. — М., 1875.
- Бугаев Н. В. О свободе воли. — М., 1889.
- Бугаев Н. В. Основные начала эволюционной монадологии // Вопросы философии и психологии, 1893, кн. 2 (17).
- Бугаев Н. В. Математика и научно-философское миросозерцание // Вопросы философии и психологии, 1898, № 45.
- Лахтин Л. К. Николай Васильевич Бугаев (биографический очерк) // Математический сборник : журнал. — М., 1905. — Т. 25, № 2. — С. 251—269.
- Лопатин Л. М. Философское мировоззрение Н. В. Бугаева // Математический сборник : журнал. — М., 1905. — Т. 25, № 2. — С. 270—292.
- Лопатин Л. М. Философские характеристики и речи. — М., 1911.
- Некрасов П. А. Философия и логика науки о массовых проявлениях человеческой деятельности. // Математический сборник. М., 1902. Т. XXII. С. 463—604.
- Некрасов П. А. Логика мудрых людей и мораль (ответ В. А. Гольцеву) // Вопросы философии и психологии. 1903, № 5.
- Некрасов П. А. Московская философско-математическая школа и её основатели // Математический сборник : журнал. — М., 1904. — Т. 25, № 1. — С. 3—249.
- Некрасов П. А. Николай Васильевич Бугаев. — М., 1904 (в соавторстве).
- Некрасов П. А. Полемика по поводу книги Некрасова «Философия и логика науки…». // Вопросы философии и психологии. 1903, № 68—70
- Некрасов П. А. Вера, знания и опыт. Основной метод общественных и естественных наук: Гносеологический и номографический очерк. — СПб., 1912.
- Некрасов П. А. Теоретико-познавательные построения в славянофильском духе. — Харьков, 1913.
- Флоренский П. А. Мнимости в геометрии. Расширение области двухмерных образов геометрии. — 1922.
  - Флоренский П. А. Мнимости в геометрии. на сайте Руниверс в форматах DjVu и PDF
- Цингер В. Я. Точные науки и позитивизм. — М., 1874.
- Цингер В. Я. Об отношении математического познания к наукам опытным и философским. — 1875.
- Цингер В. Я. Недоразумения во взглядах на основания геометрии. — М., 1884.